# Peter Risi
Peter Risi (Buochs, 16 maggio 1950 – 11 dicembre 2010) è stato un calciatore svizzero, di ruolo attaccante.

## Carriera

### Club
Attaccante prolifico, trascorse tutta la sua carriera in patria. Nel 1972 passa da La Chaux-de-Fonds al Winterthur, in seconda divisione, segnando 45 reti in tre stagioni. Nel 1975 viene acquistato dallo Zurigo: alla sua prima stagione sigla 33 gol in 26 giornate di campionato, vincendo agevolmente la classifica marcatori (segna quasi il triplo delle reti rispetto al secondo marcatore del torneo) e trascinando la squadra ad uno storico double, impresa riuscita alla società anche nel 1966 e nel 1981. Grazie a queste reti raggiunge inoltre il terzo posto nella Scarpa d'oro 1976.
Nel 1978 partecipa alla Coppa UEFA: sigla l'1-0 nella partita d'andata del primo turno contro il CSKA Sofia, squadra che è superata nel ritorno (1-1 ai supplementari) e nel turno successivo, durante la sfida di ritorno, realizza una doppietta contro l'Eintracht Francoforte (3-4 per i tedeschi), resa vana dal 3-0 che l'Eintracht ottiene all'andata. Nel 1979 s'impone nuovamente nella graduatoria dei migliori realizzatori, andando a segno in 16 occasioni. A Zurigo totalizza 76 reti in 108 incontri di campionato, mantenendo una media di 0,7 reti a partita, superiore anche a quella ottenuta ai tempi del Winterthur (0,6). Nel 1979 si trasferisce a Lucerna, dove termina la sua carriera, segnando 72 gol in campionato e vincendo la sua terza classifica capocannonieri nel 1981, realizzando 18 gol.
Totalizza almeno 148 reti in almeno 246 presenze nella prima divisione svizzera, vantando 4 partite e 3 gol in Coppa UEFA.

### Nazionale
Esordisce il 9 giugno 1974 contro la Svezia (0-0).

## Palmarès

### Club

#### Competizioni nazionali
- Campionato svizzero: 1

Zurigo: 1975-1976
- Coppa Svizzera: 1

Zurigo: 1975-1976

### Individuale
- Capocannoniere della Super League: 3

1975-1976 (33 gol), 1978-1979 (16 gol), 1980-1981 (18 gol)